# Forseti (Band)

Logo von Forseti

Forseti war eine deutsche Neofolk-Band aus Jena. 

## Geschichte
Zentraler Kopf und das einzige dauerhafte Mitglied der Band war Andreas Ritter, der mit einer oft wechselnden Besetzung drei Alben, unter anderem mit Gastmusikern wie Ian Read von Fire + Ice, Douglas Pearce von Death in June, :Of the Wand & the Moon: oder Sonne Hagal, veröffentlichte.
Andreas Ritter überlebte im Mai 2005 einen Herzstillstand, mit dessen gesundheitlichen Folgen er noch immer kämpft.
2006 erschien die Solidaritäts-Kompilation Forseti Lebt!, deren Erlös dem Musiker bei der Bewältigung der gesundheitlichen Einschränkungen helfen soll. Initiiert wurde der Sampler von Uwe Nolte von der Band Orplid.

## Stil
Thematisch wurden alte Volkslieder, heidnische und mystische Themen oder Gedichte, zum Beispiel von Goethe oder Hesse, musikalisch umgesetzt. Einen besonders ausgeprägten Einfluss hatten jedoch die Romantiker auf das Schaffen von Forseti.

## Diskografie

### Alben
- 1999: Jenzig (CD & Mini-LP; LP limitiert auf 550 Einheiten in schwarz)
- 2002: Windzeit (CD & LP-Box; LP-Box in grün limitiert auf 393 Einheiten & LP-Box in braun limitiert auf 99 Einheiten)
- 2004: Erde (CD & Doppel-LP; LP limitiert auf 500 Einheiten / 3 Seiten schwarz, 4 Seite Bildplatte)

### Sonderveröffentlichungen
- Windzeit-Box (1. Version auf 393 Stück in grünes Leinen eingeschlagene limitierte 4-Tonträger-Box, enthält das Album „Windzeit“ auf Vinyl; die CD „Jenzig“; eine 10" mit unveröffentlichten Liveaufnahmen („Raunen“) und die 7"-Single „Europa“, 2002 - 2. Version mit gleichem Inhalt auf 99 Stück limitiert in braunes Leinen eingeschlagene Box)
- Dunkel die Wälder (2007 inoffiziell erschienene LP, ldt. auf 200 Exemplare (vermutlich aus Russland), enthält rare Samplerbeiträge, Demo-Versionen / unveröffentlichte Stücke)

### Samplerbeiträge (Auswahl)
„Das Graue Corps“; „Tod im Juni“; „The Pact II“; „Lichttaufe I – Der Folklore Liedschatz“; „Tempus Arborum“